# Ranbir Singh Suri, Baron Suri

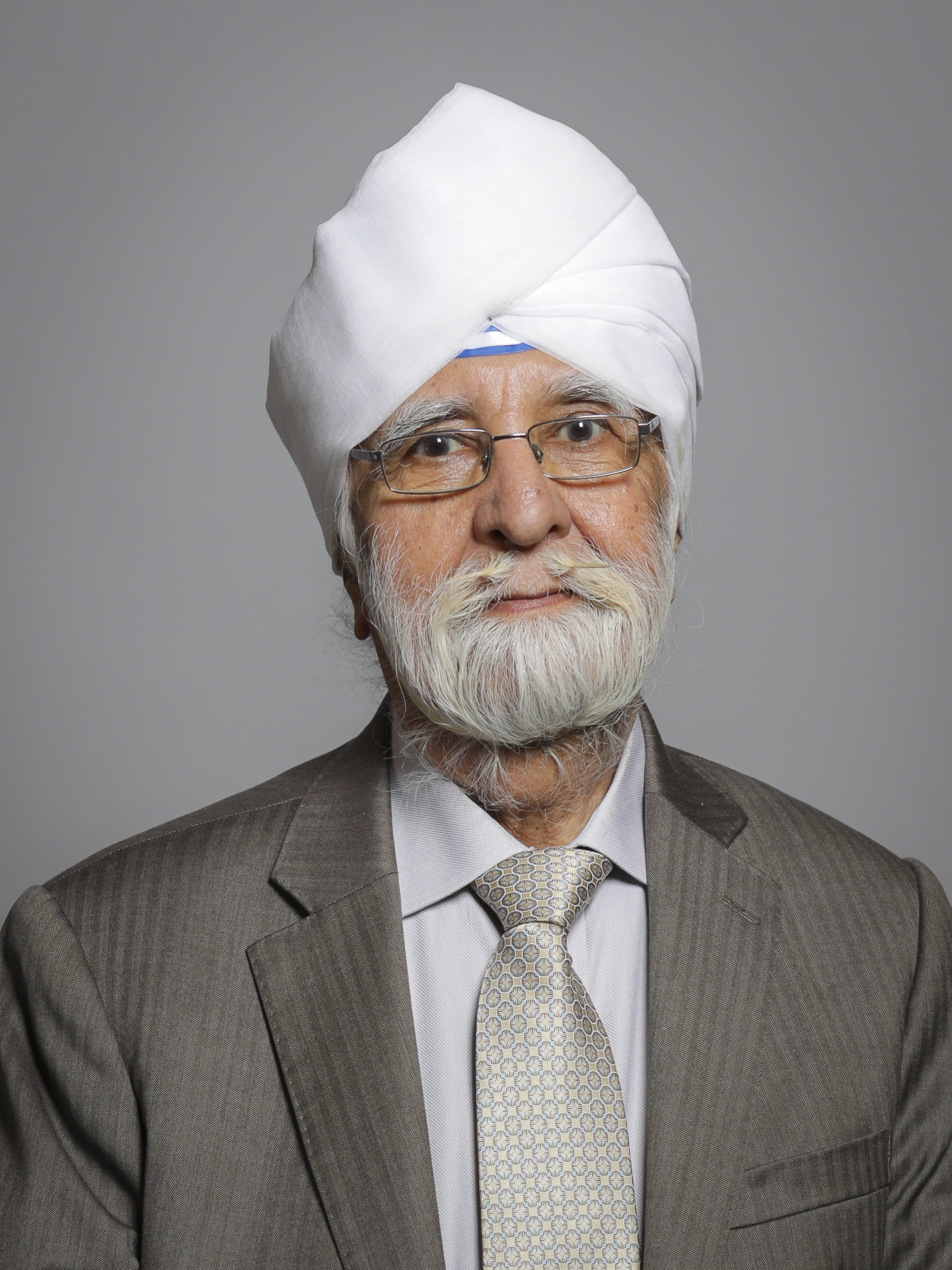
Ranbir Singh Suri, Baron Suri, 2019

Ranbir Singh Suri, Baron Suri (* 10. Februar 1935 in Rawalpindi, Britisch-Indien) ist ein britischer Geschäftsmann und Life Peer.

## Leben
Suri immigrierte 1973 oder 1974 von Kenia nach Großbritannien. Zuvor war er in Mombasa als Importeur für Lehrmittel tätig. Im Jahre 1977 gründete er das Juweliersunternehmen Oceanic Jewellers Limited, zwei Jahre darauf zog er innerhalb Londons von Hounslow nach Ealing um. Im Laufe der Jahre baute er sein Unternehmen zu einem erfolgreichen internationalen Konzern aus, sein Vermögen wird auf etwa 40 Millionen Pfund geschätzt. In der Presse brachte ihm sein wirtschaftlicher Erfolg den Spitznamen King of Bling ein. Von 1991 bis 2005 war er zudem als Friedensrichter (Magistrate) tätig.
Im Jahre 2014 wurde er auf Vorschlag David Camerons hin zum Life Peer ernannt und trägt seither den Titel Baron Suri, of Ealing in the London Borough of Ealing. Er ist nach Indarjit Singh, Baron Singh of Wimbledon der zweite Sikh, der den Einzug ins House of Lords schaffte.
Suri ist verheiratet und hat drei Kinder.

## Kontroverse
Die Berufung Suris ins Britische Oberhaus auf Vorschlag der Conservative Party stieß auf Kritik von verschiedenen Seiten, nachdem bekannt wurde, dass er seit 2004 über 300.000 Pfund an die Conservatives gespendet hatte. Gegen die Partei wurde der Vorwurf erhoben, man könne sich bei ihr einen Platz im Parlament erkaufen. Der Darstellung durch die Conservative Party, Suri habe sich über einen langen Zeitraum für die Rechte der Sikhs in Großbritannien eingesetzt, wurde von verschiedenen Sikh-Verbänden widersprochen.
Suri selbst wurde hierbei explizit kein Fehlverhalten vorgeworfen, er äußerte sich zu der Sache nicht.